# Nova Veneza (Santa Catarina)
Nova Veneza o Nuova Venezia è un comune del Brasile nello Stato di Santa Catarina, parte della mesoregione del Sul Catarinense e della microregione di Criciúma.
La città venne fondata da Michele Napoli, un uomo d'affari italiano emigrato negli Stati Uniti, ma originario della Sicilia.
I primi immigrati italiani giunsero nel giugno 1891. Michele Napoli già a gennaio aveva aperto strade e costruito una segheria. A Nova Veneza arrivarono 400 famiglie italiane. Tra i primi coloni sono evidenziati Bartolomeo Dal Moro, Bortolo Bortoluzzi, Alfredo Pessi, la famiglia Bratti. Bartolomeo Dal Moro è stato il primo europeo a stabilirsi definitivamente a Nova Veneza. La data di fondazione della città è infatti il 28 ottobre 1891.
Nel mese di ottobre giunsero altre 500 famiglie italiane, da Venezia, Bergamo, Belluno e da altre città del Veneto, che vi si stabilirono e fondarono la colonia, il cui toponimo ricorda proprio Venezia.
Il 21 giugno 1958 il paese divenne municipio.
Il 1º giugno 1995, il municipio venne suddiviso in tre distretti: Nova Veneza, Nossa Senhora do Caravagio e São Bento Baixo.

## Popolazione
Il 95% della popolazione discende da italiani.

## Economia
L'economia di Nova Veneza si basa sull'agricoltura, sull'allevamento e l'industria metalmeccanica.